# Ryosuke Nemoto
Ryosuke Nemoto (født 24. august 1980) er en tidligere japansk fodboldspiller.
Han har spillet for flere forskellige klubber i sin karriere, herunder Montedio Yamagata.